# Bryum defractum
Bryum defractum är en bladmossart som beskrevs av C. Müller 1900. Bryum defractum ingår i släktet bryummossor, och familjen Bryaceae. Inga underarter finns listade i Catalogue of Life.